# 新飯田駅
新飯田駅（にいだえき）は、かつて新潟県西蒲原郡中之口村大字潟浦新（現新潟市西蒲区潟浦新）にあった新潟交通電車線の駅。
駅名の新飯田は、中ノ口川の対岸である、旧白根市新飯田（現新潟市南区新飯田）に由来する。

## 構造
相対式ホーム2面2線の地上駅。無人駅。燕駅寄りに貨物用の側線が2線設けられていた。

## 歴史
- 1933年（昭和8年）8月15日 - 新潟電鉄の駅として開業。
- 1934年（昭和9年）12月1日 - 交換設備新設[2]。
- 1943年（昭和18年）12月31日 - 新潟交通の発足により同社の駅となる。
- 1982年（昭和57年）4月 - 無人駅となる[2]。
- 1993年（平成5年）8月1日 - 電車線月潟駅 - 燕駅間廃線により廃駅[1]。

## 駅跡
1993年（平成5年）8月の廃駅後、かつての構内は緑水ふれあい公園（りょくすいふれあいこうえん）として整備されている。

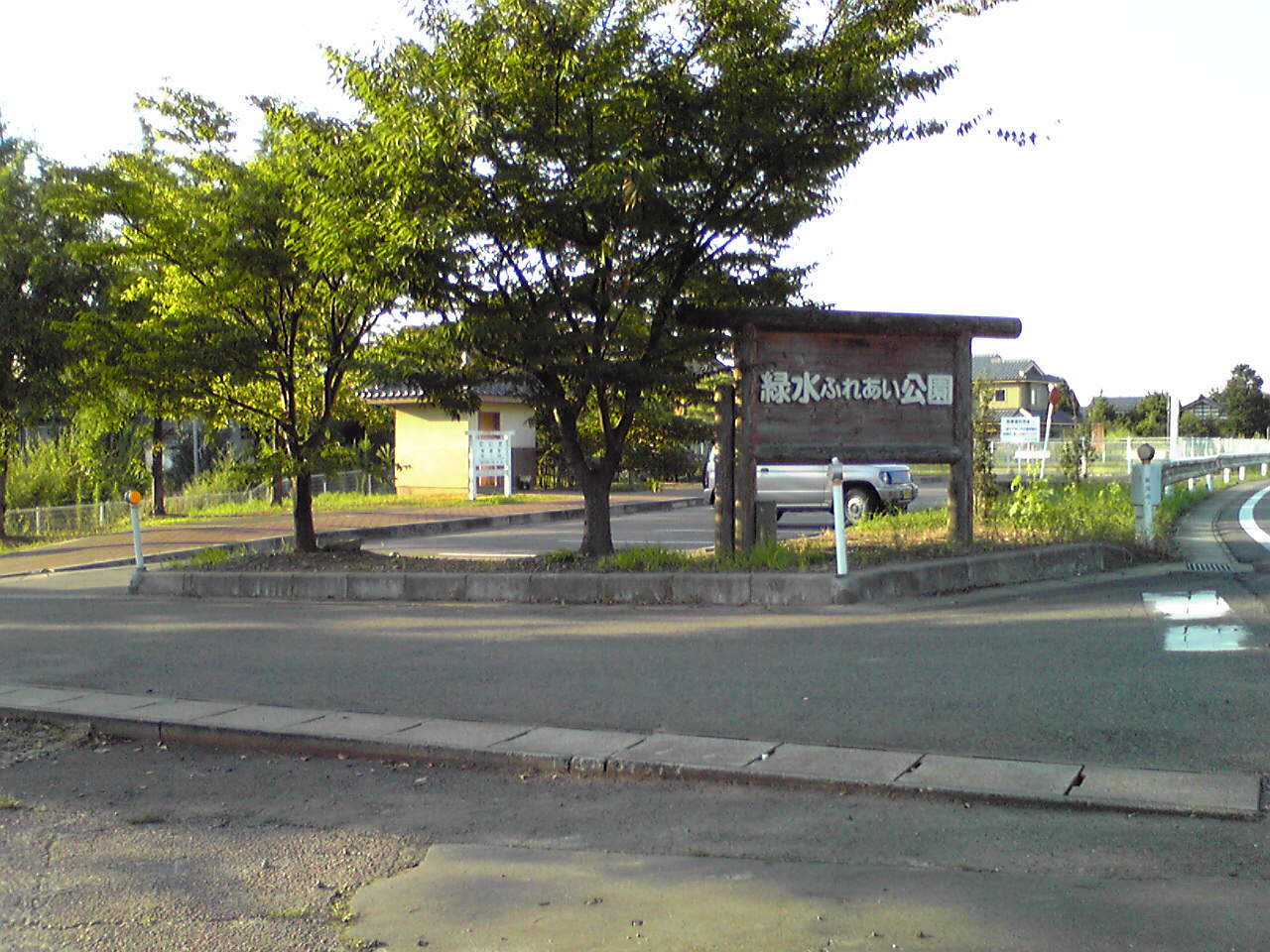
新飯田駅の跡地は「緑水ふれあい公園」として整備されている。（2007年9月11日撮影）

## 隣の駅
新潟交通
電車線
六分駅 - 新飯田駅 - 小中川駅

### 「にいだ」と読む他の駅
- 二井田駅 - 阿武隈急行線の駅
- 仁井田駅 - JR四国土讃線の駅
- 新多駅 - かつて国鉄筑豊本線にあった貨物駅（1969年廃止）